# Martin Jörß
Martin Jörß (* 6. Juli 1967 in Aachen) ist ein ehemaliger Hamburger Politiker der Grün-Alternativen Liste (GAL).

## Leben
Jörß studierte nach seinem Abitur am Gymnasium Steglitz in Berlin Physik an der TU Berlin, der FU Berlin und der Universität Hamburg. Es folgten ein Promotionsstudium und die Mitarbeit bei einem DFG-Projekt. 1996 legte Jörß an der Universität Hamburg im Bereich Physik mit dem Thema Untersuchung der konformen Quantenfeldtheorie mittels Haag-Kastler-Netze lokaler Observablen seine Dissertation ab. Jörß arbeitete im Anschluss als Partner bei der Beratungsfirma McKinsey und unterstützte in dieser Tätigkeit unter anderem Jörg Dräger bei der Ausarbeitung des Hochschulreformpaketes. Jörß siedelte im Januar 2004 ins Pekinger Büro der McKinsey-Gruppe über. Vorher waren seine Hauptaufgaben die Beratung von Klienten aus Europa und der USA in den Bereichen Eisenbahn und ÖPNV.

## Politik
Jörß ist seit 1987 bei den Grünen Mitglied und saß von 1991 bis 1993 im Hamburger Landesvorstand. Von 1993 bis 1997 war Jörß Mitglied der Hamburgischen Bürgerschaft. Er saß für seine Fraktion im Haushaltsausschuss und im Wissenschaftsausschuss. Zudem war er hochschulpolitischer Sprecher seiner Fraktion.